# SUMMER PARTY/LAST EMOTION
「SUMMER PARTY/LAST EMOTION」（サマー・パーティー/ラスト・エモーション）は、日本のヴィジュアル系ロックバンド・BREAKERZの1作目のシングル。

## 概要
- デジタルシングル「WAKE UP MY SOUL/Re:born」から1年ぶり、メジャーデビュー1周年を経て発売された初のCDシングル作品で、両A面シングルとして発売された[1][2]。
- 表題1曲目はTBS系列『あらびき団』のエンディングテーマに、表題2曲目はテレビ東京系列『JAPAN COUNTDOWN』のエンディングテーマにそれぞれ起用された。TBS系列のタイアップを担当するのは「アオノミライ」以来2度目、テレビ東京系列としては初となった。
- 「SUMMER PARTY」を表題1曲目としたパターンと、「LAST EMOTION」を表題1曲目としたパターンの2パターンで[1][2]、それぞれがジャケットの異なる初回限定盤と通常盤の2形態で発売された。初回限定盤には特典としてそれぞれの表題曲のミュージッククリップを収録したDVDが同梱された[2]。
- オリコンデイリーチャート初登場9位[3]、週間チャート初登場10位を獲得。シングル・アルバム通じて初のトップ10入りを果たした[4]。

## 収録曲
| 全作詞: DAIGO、全編曲: BREAKERZ。 |                  |       |         |
| #                                 | タイトル         | 作詞  | 作曲    |
| 1.                                | 「SUMMER PARTY」 | DAIGO | DAIGO   |
| 2.                                | 「LAST EMOTION」 | DAIGO | AKIHIDE |

| 全作詞: DAIGO、全編曲: BREAKERZ。 |                  |       |         |
| #                                 | タイトル         | 作詞  | 作曲    |
| 1.                                | 「LAST EMOTION」 | DAIGO | AKIHIDE |
| 2.                                | 「SUMMER PARTY」 | DAIGO | DAIGO   |

### 解説
1. SUMMER PARTY
後にアコースティックバージョンが制作され、シングル「激情/hEaVeN」に収録された[5]。
2. LAST EMOTION

## 参加ミュージシャン
BREAKERZ
- DAIGO：Vocal & Chorus
- AKIHIDE：Guitar & Chorus、Synth Programming
- SHINPEI：Guitar & Chorus、Synth Programming

Support Musician
- 黒瀬蛙一：Drums (全曲)
- 満園庄太郎：Electric Bass (全曲)

## タイアップ
- TBS系列バラエティ番組『あらびき団』2008年6月,7月度エンディングテーマ (#1)
- テレビ東京系列音楽番組『JAPAN COUNTDOWN』2008年7月度エンディングテーマ (#2)

## 収録作品
- 激情/hEaVeN (#1 Acoustic Version)
- BIG BANG! (#1,2)
- BREAKERZ BEST 〜SINGLE COLLECTION〜 (#1,2)